# Malva veneta
Malva veneta är en malvaväxtart som först beskrevs av Philip Miller, och fick sitt nu gällande namn av Soldano, Banfi och Galasso. Malva veneta ingår i Malvasläktet som ingår i familjen malvaväxter. Inga underarter finns listade i Catalogue of Life.